# Willow Canyon, Arizona
Willow Canyon je naseljeno područje za statističke svrhe u američkoj saveznoj državi Arizona. Prema popisu stanovništva iz 2010. u njemu je živjelo 1 stanovnika.